# Ciclo de CPU
Un ciclo de CPU es un pulso electromagnético que genera el oscilador de cuarzo presente en todo procesador o microprocesador de computadora.
La velocidad de funcionamiento del microprocesador viene    determinada por el ritmo de los impulsos de su reloj.
Este reloj u oscilador es un circuito electrónico encargado de emitir a un ritmo constante impulsos eléctricos. 
El funcionamiento de este reloj es comparable con un metrónomo con su péndulo que oscila de izquierda a derecha. El intervalo de tiempo que el péndulo tarda en recorrer esa distancia y regresar a su punto inicial se denomina ciclo. 
Todos los microprocesadores poseen un oscilador o reloj que, al igual que el metrónomo, marca el número de ciclos por segundo. En principio podría pensarse que a mayor número de ciclos por segundo, mayor velocidad, pero esto es cierto solo cuando se comparan procesadores de diseño similar. Según la arquitectura del procesador (RISC o CISC) y de la tecnología empleada se requerirán más o menos ciclos para la ejecución de una instrucción, o incluso más de una instrucción por ciclo. Por ello la velocidad de procesador es un   parámetro para comparar prestaciones entre procesadores similares, pero no decisivo, pues en la velocidad del procesador influyen otros parámetros como la memoria caché, etc.